# Mistrovství Evropy ve sportovní gymnastice 1977
Mistrovství Evropy ve sportovní gymnastice žen 1977 se konalo v Praze. Během soutěží na jednotlivých nářadích mistrovství opustila rumunská výprava a Nadia Comaneciová tak nemohla převzít zlatou medaili na kladině za známku 10 a ta připadla Jeleně Muchinové.

## Výsledky
| Soutěž                | Zlato                                                         | Stříbro                        | Bronz                             |
| --------------------- | ------------------------------------------------------------- | ------------------------------ | --------------------------------- |
| Víceboj – jednotlivci | Nadia Comaneciová Rumunsko                                    | Jelena Muchinová Sovětský svaz | Nelli Kimová Sovětský svaz        |
| Přeskok               | Nelli Kimová Sovětský svaz                                    | Nadia Comaneciová Rumunsko     | Jelena Muchinová Sovětský svaz    |
| Bradla                | Nadia Comaneciová Rumunsko Jelena Muchinová Sovětský svaz     | neudělena                      | Steffi Kräkerová Východní Německo |
| Kladina               | Jelena Muchinová Sovětský svaz                                | Nelli Kimová Sovětský svaz     | Maria Filatovová Sovětský svaz    |
| Prostná               | Maria Filatovová Sovětský svaz Jelena Muchinová Sovětský svaz | neudělena                      | Nelli Kimová Sovětský svaz        |